# Перхляй
Перхля́й (рос. Перхляй, мокш. Пирьхтьляй, ерз. Прхляй) — село у складі Рузаєвського району Мордовії, Росія. Адміністративний центр Перхляйського сільського поселення.

## Населення
Населення — 721 особа (2010; 693 у 2002).
Національний склад (станом на 2002 рік):
- мокшани — 82 %